# 흙

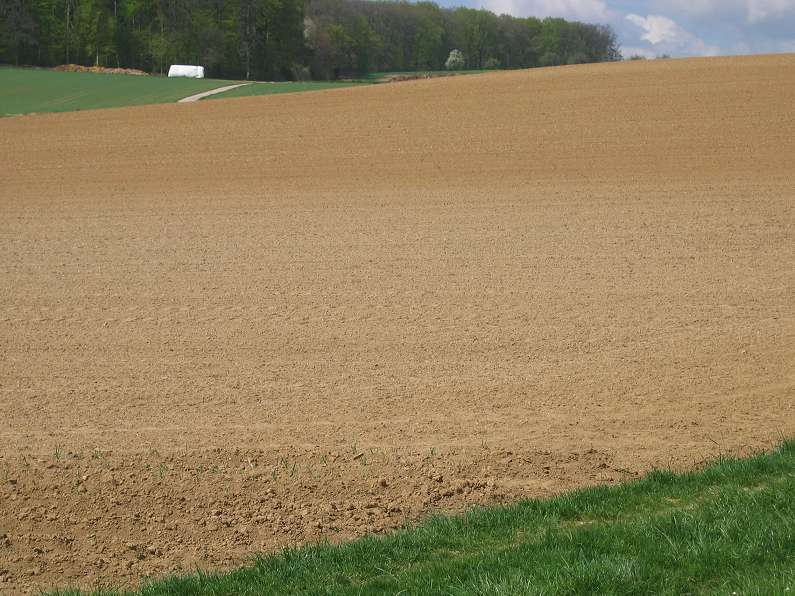
독일의 황토밭.

흙 또는 토양(土壤)은 암석이나 동식물의 유해가 오랜 기간 침식과 풍화를 거쳐 생성된 땅을 구성하는 물질이다. 크기나 성분에 따라 여러 종류로 나뉘는데, 일반적으로 말하는 토양의 여러 가지 구성 물질은 그 크기에 따라 구분된다. 모래는 주로 알갱이가 크고, 진흙은 알갱이의 크기가 아주 작다. 실제로도 자갈, 모래 및 미사·진흙을 알갱이의 크기로 비교한다. 원칙적으로 자갈은 지름이 2mm 이상인 알갱이를 말하며, 모래는 2∼1/16 mm까지를 말하고, 진흙은 1/16 mm 이하이다. 토질역학에서는 통일분류법을 이용해 흙을 분류한다.

## 토양의 효과
토양은 지구의 생태계 가운데 주요 기본 요소이다. 전지구적 생태계는 오존층 파괴에서 지구 온난화, 열대우림 파괴, 수질 오염에 이르는 영향과 함께 토양에서 나오는 효과에 지대한 영향력을 받는다. 토양은 지구의 탄소 순환에 대해서 중요한 탄소 저장고 역할을 맡고 있다. 그리고 기후 변화와 인간 장애에 가장 활성화될 가능성이 있는 것 중 하나이기도 하다. 지구 온난화 동안 '정귀환 증폭'(positive feedback amplification)에 따라 고온 상태에서의 토양 내 생물 활동량이 증가했기 때문에 대기 중 이산화탄소 증가량 또한 상승할 것으로 내다 보았다. 하지만 이 예측은 토양 탄소의 전환율에 대한 매우 최근 지식 정보들을 고려해볼 때 의문인 점이 있다.
토양은 매우 중요한 생태계 공급원으로 자리매김하여 공학 배지, 토양 유기체의 서식처, 영양분과 유기질 폐기물의 재활용 체계, 수질관리 조절장치, 대기 구성 조정기, 식물 생장 배지의 역할을 맡을 수 있다. 토양은 이용할 수 있는 생태적 지위와 서식지 중에서는 매우 커다란 범위를 가지므로, 지구의 유전 다양성에 있어서는 요점에 있다. 토양 1그램은 수 천 종의 유기체 수 십 억 마리가 들어있으며, 대부분 미생물이거나 크게는 여전히 미지의 영역에 있는 것들도 있다. 토양 내 원핵생물의 평균 밀도는 대게 1 그램에 유기체 108 마리 정도이다. 반면 바다에서 1ml(그램)에 원핵생물의 생물량은 107 이상이 안된다. 토양에 잡혀 있는 유기질 탄소는 결국 진핵생물의 세포 호흡 과정을 거쳐 대기 중에서 돌아오게 된다. 하지만 대부분이 토양 유기물질의 형태로 토양에 귀속된다. 경작지의 경우, 토양 유기물질의 고갈이 경과함에 따라 토양 호흡(soil respirarion)이 증가하게 된다. 식물의 뿌리는 산소를 필요로 하기 때문에 기체포화는 토양의 중요한 특성이다.  토양의 통기성은 서로 연결된 ‘토양 공극’(soil pore)망에 따라 성립된다 볼 수 있는데, 공극은 식물이 쉽게 활용할 수 있도록 빗물을 붙잡아두고 흡수시켜줄 수 있는 역할을 하기도 한다. 또, 식물은 지역 대부분이 산발적인 비에서 물을 얻지만 주변에서 물의 지속적인 공급을 필요로 하기 때문에, 토양용수량은 식물 생존에 있어 매우 필수이다.
토양은 불순물을 효과적으로 걸러낼 수 있고 항균성이 있으며 ‘자연 저감 작용’(natural attenuation)으로 오염물질을 감퇴시킬 수 있다. 보통의 경우, 토양은 산소와 메테인에 대하여 순 흡수량을 유지하면서도 이산화탄소와 질산의 순 발산을 겪는다. 토양은 식물체에 물리적 공급 · 대기 · 수분 · 온도 조절 · 영양분 · 독극물로부터의 보호를 제공한다. 토양은 죽은 유기체를 다양한 영양분 형태로 전환시켜 동식물이 쉽게 영양분을 얻을 수 있도록 해준다.

## 토양의 특성
토양은 농작물 재배와 삼림 성립의 기본 수단이다. 토양은 암석의 풍화작용에 의해 이룬 물질을 모재(母材)로 하여 이것에 기후·식피(植被)·지표의 기복 등 여러 생성 인자(因子)가 작용하여 긴 세월에 걸쳐 생성된 것이다. 대한민국의 토양은 국토를 구성한 물질의 거의 대부분이 고기암층(古期岩層)이고 비는 여름에 집중되는 이외에 호우성 강우로 말미암아 침식이 성한 반면, 정적토(定積土)가 많기 때문에 모암(母岩)의 성질을 현저하게 나타내고 있고, 또 유기질이 적다. 토양에 유기질이 적은 것은 호우성 집중강우로 표토(表土)의 비료성분이 유실되는 이외에 여름에 대륙성의 서열(暑熱)이 심하여 유기질의 분해가 심한 것도 하나의 요인이 된다. 또 대한민국의 토양은 염기성 토양이 적고 산성토양이 넓은 지역에 분포되어 있으며 더욱 남부 지방에 많다. 산도(酸度)가 강하면 농작물의 성장이 불량함은 물론이며, 따라서 수확률이 낮아지고 몹시 심한 경우에는 폐경(廢耕)을 하게 된다. 그러므로 화학비료 편중 사용을 지양하고 유기질 비료를 다량 사용하는 것이 중요하다.

### 토양의 3상
통상의 토양은 절반 가량이 고상(45%가 무기물, 5%가 유기물)이고 나머지 반은 공극의 형태로 비어있는데, 이 공간은 액상(토양수)과 기상(토양공기)으로 채워져 있다. 토양 무기물과 유기물 함유량의 백분율은 정수값에 가까운 반면, 토양의 수분과 기체 함유량의 경우 함기량이 늘어나면 백분율에 따라 함수량이 감수하는 등 수치가 매우 다양한 것으로 본다. 이를 '토양의 3상'이라고 한다.

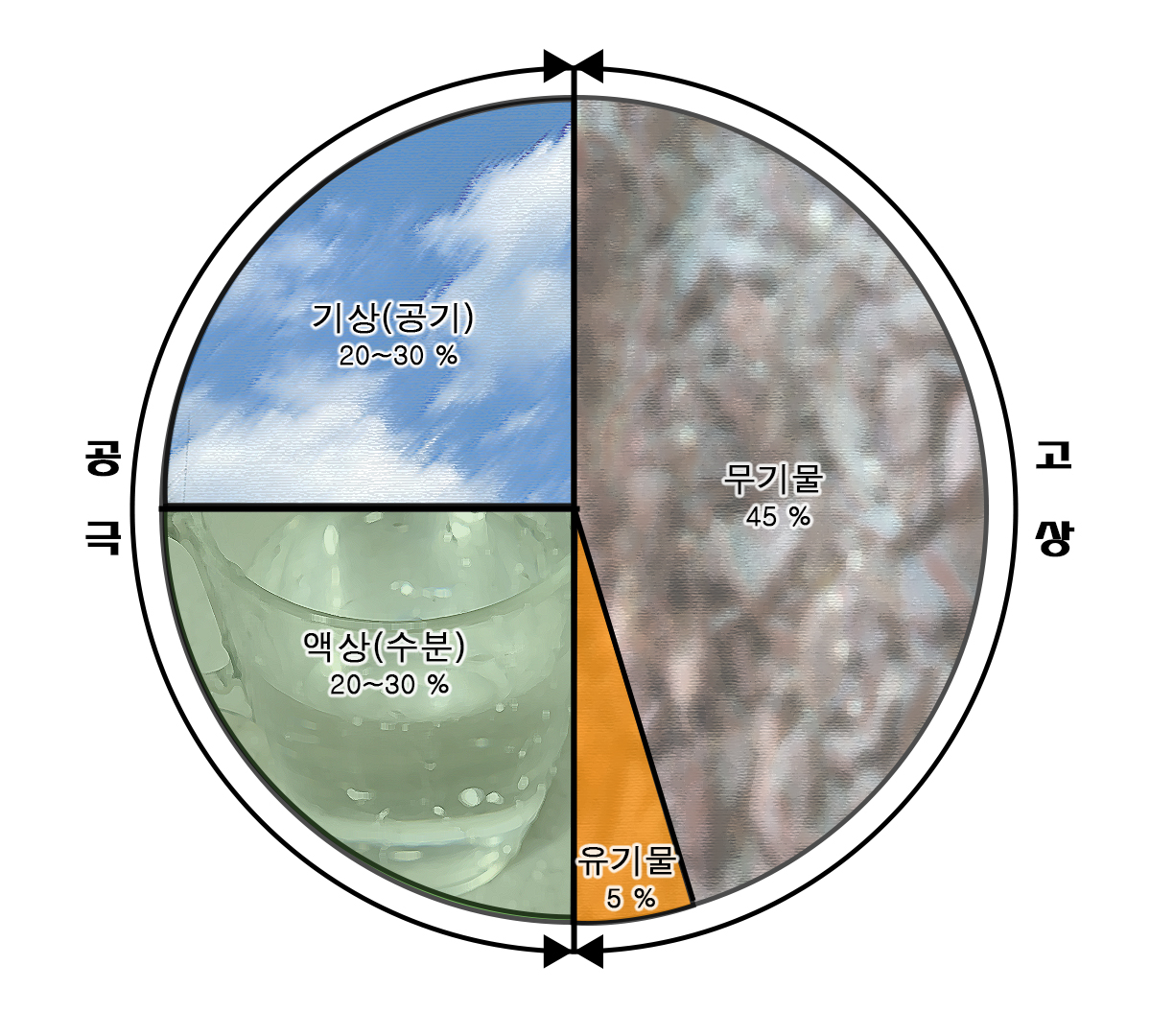
토양의 용적을 이루는 구성비율을 대략적으로 표현하는 구성도 또는 용적조성도.

공극은 물과 공기가 안으로 들어오거나 이동할 수 있게 해주는데, 둘 다 토양에 존재하는 생명체에게는 매우 중요한 요소이다. 따라서 종종 토양 내부에서 일어나는 기계적 답압은 공극의 크기를 감소시켜 수분의 삼투압과 침투능을 저하시키고 산소가 식물 뿌리와 토양 유기체로 전달되는 길목을 차단해 그들의 생장과 생존에 악영향을 끼친다.

### 토양의 층위구조
토양에 충분한 시간이 주어지게 되면, 구분이 불분명한 토양은 2층 이상의 토양 층으로 구성된 층 구조로 거듭난다. 이 층들은 토성 · 입단구조, 토양밀도 · 토양경도 · 통기성 · 토양온도 · 토색 · 반응성에 따라 한 두 개 이상의 차이를 보인다. 크게는 두께에서, 일반적으로는 경계면에서 차이가 나는데, 토양 층의 발달은 모재 또는 모암의 종류, 모재가 변형되는 과정(풍화작용)과 이 과정에 영향을 주는 토양형성 인자에 기반한다. 토양 특성에 있어 생물적 영향은 지형화학적 영향이 깊이에 따라 증가하는 것과는 반대로 지표면에 가까울수록 가장 강하게 나타난다. 성숙한 토양층은 보통 세 가지의 토양 세부 층이 있는데, 크게 A층(표토), B층(심토), C층(기암층)으로 나뉘어진다. 또, A, B층은 서구권에서는 ‘표층’(solum)이라 하여 하나의 그룹으로 묶이기도 한다.(C층은 심층) 토양 내에서 살 수 있는 공간은 토양표층 안에서 크게 국한되어 있으며 A층이 생활공간에 있어 일반적으로 좀 더 두드러지는 편이다. A층 위에는 유기물층(O층)이라 하여 죽은 유기물의 파편이나 전체가 쌓여서 생긴 층 구조로 깊어질수록 오래된 층이다. 여기에서 부분할되어 가장 겉층으로서 분해되지 않은 유기체가 쌓여있는 OL층(낙엽층. 토양으로 분류되지 않는다), 유기체의 원형(특히 식물체)은 상실하였지만 일부 질기거나 단단한 부분이 식별되는 OF층, 가장 밑바닥 층으로서 유기체가 거의 분해되어 원래 형태를 파악하기 힘들고 가루 또는 점토 형태가 되어 밑 층의 토양 층과 구분이 힘든 OH층(부엽층)이 있다. 대부분의 토양 유기체들은 이 유기물층 중 OH에서 생활한다.
지표면에서 모암까지 모든 토양층의 특성들을 보여주는 3차원적 원주형 또는 다각형 구조체를 '토양표본체'(pedon)이라 한다. 토양 층의 특성을 단번에 보여준다는 점에 있어 매우 효과적이다. 이 구조는 부분할되어 세 가지 층으로 쪼개지는데, 대부분의 토양 유기체가 살아가는 생활 공간인 '부식표본체'(humipedon. 유기물층~A층 구간), 중간 위치에서 광물질의 풍화작용 대부분이 일어나는 '광물질표본체'(copedon. B층에 상응),  모암층과 닿아 있는 ‘심층표본체’(lithopedon. C층에 상응)으로 나눌 수 있다.

### 토성
토성은 토양을 구성하고 있는 고상 중에서 광물 입자(모래와 미사, 그리고 점토)의 구성비율에 따른 토양의 특성 분류이다.

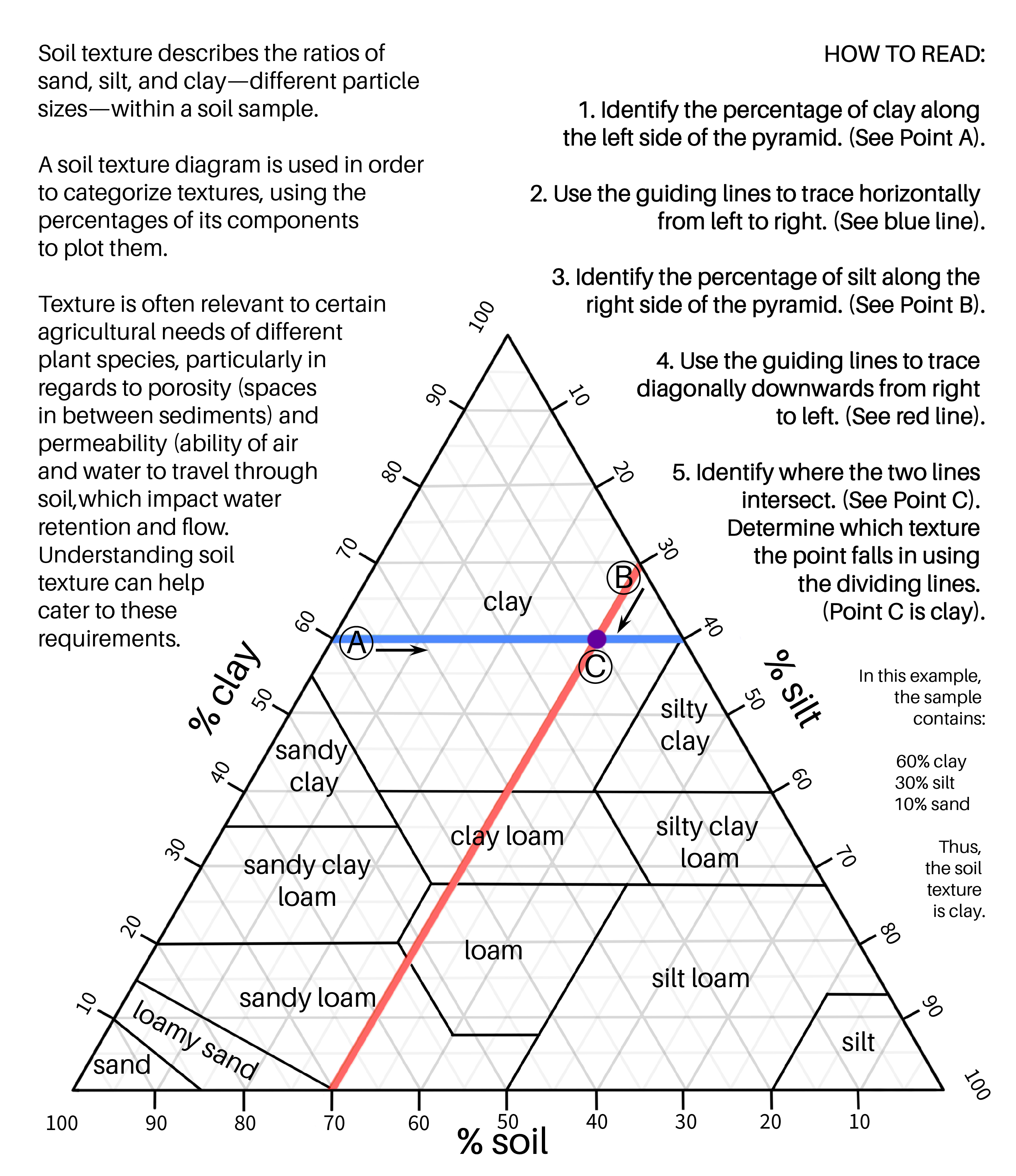
토성 구분도는 토양 표본에 있어 모래, 미사, 점토의 특성을 시각 도표이다.(해당 구분도는 미국 농무성법 기준.)

생물 또는 비생물적 요인에 따른 물, 기체, 유기물과 함께 광물질 입자별 상호작용은 자갈화하거나 입단 구조를 이루도록 입자들을 고정시킨다. 입단 구조화가 식별된 토양은 토색 · 토양경도 · 토양산도 · 통기성 면에 있어서 매우 건전한 흙이라 말할 수 있다.

### 물리적(공학적) 특성

#### 공극비
토질역학에서 간극비 e는 흙 입자의 부피에 대한 간극 즉, 물과 공기의 부피의 비로 정의된다.
{\displaystyle e={\frac {V_{v}}{V_{s}}}}

#### 공극률
공극률 n은 흙 전체의 부피 V와 공극만의 부피 Vv로부터, 다음과 같이 정의된다.
{\displaystyle n={\frac {V_{v}}{V}}\times 100(\%)}

#### 포화도
포화도 S는 물이 차지하는 부피 Vw와 공극의 부피 Vv로부터 다음과 같이 정의된다.
{\displaystyle S={\frac {V_{w}}{V_{v}}}\times 100(\%)}

#### 함수비
함수비 ω는 흙 입자 중량 Ws와 물의 중량 Ww를 이용해 다음과 같이 정의한다.
{\displaystyle \omega ={\frac {W_{w}}{W_{s}}}\times 100(\%)}

#### 진비중
흙의 진비중 Gs는 흙의 입자 단위중량 γs(또는 입자 밀도 ρs)와 4 °C 물의 단위중량 γw(또는 물 밀도 ρw)를 이용해 다음과 같이 정의한다. 그냥 비중이라고 하기도 한다.
{\displaystyle G_{s}={\frac {\gamma _{s}}{\gamma _{w}}}={\frac {\rho _{s}g}{\rho _{w}g}}={\frac {\rho _{s}}{\rho _{w}}}}

#### 실험실 비중
실험실에서 측정하는 비중은 다음과 같이 구한다.
{\displaystyle G_{s}={\frac {W_{s}}{W_{s}+(W_{a}-W_{b})}}}
Wa: 15도 물을 채운 비중병 중량
Wb: 15도 물과 흙을 채운 비중병 중량

#### 비중, 함수비, 포화도, 공극비 관계식
{\displaystyle G_{s}\omega =Se}
위의 관계식들을 통하여 삼상도에서 Vs = 1이라고 볼 경우, 삼상도의 각 요소들은 다음과 같이 요약할 수 있다.
- {\displaystyle V_{w}={\frac {S\cdot e}{100}}}
- {\displaystyle V_{v}=e}
- V = 1 + e
- {\displaystyle W_{s}=G_{s}\gamma _{w}}
- {\displaystyle W_{w}={\frac {S\cdot e}{100}}\gamma _{w}}
- {\displaystyle W=\left(G_{s}+{\frac {S\cdot e}{100}}\right)\gamma _{w}}

#### 단위중량
흙 시료에 물이 포함되었는가, 수중에 흙 시료가 있는가 등 상황에 따라 단위중량은 여러 가지로 정의된다.
전체단위중량(total unit weight), 또는 습윤단위중량(moist unit density)
공기중에 있는 습윤상태의 흙 시료 단위중량을 전체단위중량 또는 습윤단위중량이라고 한다.
{\displaystyle \gamma _{t}={\frac {W}{V}}={\frac {W_{s}+W_{w}}{V}}={\frac {W_{s}(1+W_{w}/W_{s})}{V}}={\frac {W_{s}(1+\omega )}{V}}={\frac {G_{s}+Se}{1+e}}\gamma _{w}}
건조단위중량(dry unit weight)
건조되어 물이 없는 경우의 흙 시료 단위중량을 건조단위중량이라고 한다.
{\displaystyle \gamma _{d}={\frac {W_{s}}{V}}={\frac {G_{s}\gamma _{w}}{1+e}}={\frac {\gamma _{t}}{1+\omega }}}
포화단위중량(saturated unit weight)
공극이 모두 물로 채워져 있을 때 단위중량을 포화단위중량이라고 한다.
{\displaystyle \gamma _{sat}={\frac {W}{V}}={\frac {W_{s}+W_{w}}{V}}={\frac {G_{s}\gamma _{w}+\omega G_{s}\gamma _{w}}{1+e}}={\frac {G_{s}\gamma _{w}+Se\gamma _{w}}{1+e}}={\frac {G_{s}+e}{1+e}}\gamma _{w}}
수중단위중량(submerged unit weight)
지하수위 아래에 있는 흙의 단위중량을 수중단위중량이라고 한다. 지하수위 아래에 있는 흙은 부력을 받기 때문에, 포화단위중량보다 가벼워져야 하므로 포화단위중량에서 물의 단위중량을 빼준다.
{\displaystyle \gamma _{sub}=\gamma _{sat}-\gamma _{w}={\frac {G_{s}+e}{1+e}}\gamma _{w}-\gamma _{w}={\frac {G_{s}-1}{1+e}}\gamma _{w}}

#### 상대 밀도
사질토와 관련된 특성으로 상대 밀도({\displaystyle D_{r}})가 있다. 흙이 느슨한 상태인지 조밀한 상태인지 판단할 때 사용된다.
{\displaystyle D_{r}={\frac {e_{max}-e}{e_{max}-e_{min}}}\times 100(\%)}
{\displaystyle D_{r}={\frac {\gamma _{dmax}}{\gamma _{d}}}\cdot {\frac {\gamma _{d}-\gamma _{dmin}}{\gamma _{dmax}-\gamma _{dmin}}}\times 100(\%)}
{\displaystyle e_{max}} : 최대 공극비, {\displaystyle e_{min}} : 최소 공극비, e : 공극비
{\displaystyle \gamma _{dmax}} : 최대 건조 단위중량, {\displaystyle \gamma _{dmin}} : 최소 건조 단위중량, {\displaystyle \gamma _{d}} : 건조 단위중량

## 토양형의 분포
지구상의 토양 분포를 크게 보면 기후대 및 식물대와 대응하여 있다. 그리하여 대한민국의 토양은 북에서 남으로 향하여 포드졸토·회갈색삼림토·갈색삼림토·황갈색토·적색토 순으로 분포되어 있다. 그 중 포드졸은 연평균 5 °C 이하의 개마고원 침엽수림대에 분포되어 있다. 이 토양은 산성이 강하다. 개마고원 지방에서 이 토양에 감자·귀리·아마 등을 많이 재배하는 것은 기후 관계라 할지라도 이들 농작물은 내산성(內酸性)이 강하므로 이 지방 풍토에 알맞은 농작물의 배치인 것이다. 회갈색 삼림토는 그 남쪽 연평균 5~10 °C 등온선 간에 침·활엽수 혼합림에 분포되었으며, 부식이 많아 흑갈색을 띠고 있다. 갈색삼림토(褐色森林土)는 연평균 10~13 °C 등온선간의 낙엽활엽수림대에서 볼 수 있는 토양이다. 표층은 두텁고 부식이 많으며 가장 넓은 면적을 차지하고 있다. 황갈색토는 연평균 기온 13~14 °C 등온선간의 온화하고 강우량이 많은 남부지방의 낙엽상록활엽수 혼합림대에 분포되어 있다. 적색토는 연평균 14 °C 등온선 이상의 남해안 및 연안 도서지방의 상록활엽수림대에 분포되어 있다. 즉 난대의 기온이 높고 강우량이 많은 고온다습한 지방에 발달되어 있다. 이 밖에 두만강 하류지방의 과우지역에 반건조성 토양인 흑토(黑土)가 분포되어 있다.

## 같이 보기
- 간대토양
- 성대토양
- 통일분류법
- 입도분포 곡선

## 참고 문헌
- 이 문서에는 다음커뮤니케이션(현 카카오)에서 GFDL 또는 CC-SA 라이선스로 배포한 글로벌 세계대백과사전의 내용을 기초로 작성된 글이 포함되어 있습니다.
- 장병욱; 전우정; 송창섭; 유찬; 임성훈; 김용성 (2010). 《토질역학》. 구미서관. ISBN 978-89-8225-697-4.
- 임진근; 정대석; 허경한; 이동현 (2015). 〈2〉. 《토목기사 과년도 - 토질 및 기초》. 성안당. ISBN 9788931568110.